# Théodore de Celles
Le bienheureux Théodore de Celles, né à Dinant en 1166 et mort à Clairlieu, près d'Huy le 18 août 1236, était un chevalier croisé, chanoine de Liège et fondateur principal de l’ordre de la Sainte-Croix (les pères Croisiers). Il est fêté le 18 août.

## Biographie
Un chroniqueur tardif (XVIIe siècle) décrit la vie du chanoine fondateur des Croisiers. Ce  Chronicon Cruciferorum sive Sinopse Memorabilium Sacri et Canonici Sanctae Crucis Ordinis est rédigé par Henricus Russellius. En fait, peu de choses sont connues avec certitude sur Théodore de Celles, qui, d’après d’autres sources, s’appellerait "Théodore de Seilles".
Fils du baron de Celles près de Dinant (seigneurie de Vèves ?), Théodore de Celles se fait chevalier croisé sous l’empereur Frédéric Barberousse et participe à la troisième croisade. En Syrie et à Jérusalem il apprend à connaître les chanoines du Saint-Sépulcre. Leur mode de vie, louange et apostolat, l’attire. À Jérusalem il ressent une grande dévotion pour la Sainte Croix de Jésus-Christ.
De retour dans son pays natal, il devient chanoine à la cathédrale de Liège et s'efforce de réformer la vie communautaire du chapitre. Il participe pour un temps à la croisade des albigeois dans le Midi de la France. Il y travaille aux côtés de saint Dominique, fondateur de l'ordre des Prêcheurs - les Dominicains - dont saint Raymond était membre et a servi comme troisième maître général.
Revenu à Liège, il reste insatisfait et quitte finalement le chapitre de la cathédrale. Poursuivant une vocation religieuse plus engagée il obtient de l'évêque Hugues de Pierrepont d’être nommé responsable de la chapelle Saint-Thibaut de la Sarte, près de Huy, en un endroit appelé Clairlieu. Avec un groupe de compagnons qui se joignent à lui il y mène une vie de prière (louange divine) et de travail pastoral. Il est choisi comme prieur. Ce groupe est à l’origine de l’ordre des Croisiers, et la date du 14 septembre 1211 (fête de l’Exaltation de la Sainte Croix) est considérée comme celle de la fondation de l’ordre qui est mis sous la protection de sainte Odile.
Théodore de Celles fait un pèlerinage à Rome (1214) au cours duquel Innocent III confirme sa fondation religieuse. La confirmation canonique officielle sera donnée en 1248, par Innocent IV, quelques années après la mort du fondateur.
Théodore de Celles meurt en 1236 (ou 1234) à Clairlieu. En 2010 les « Croisiers », tels qu'ils sont appelés communément, sont 420, dans divers pays du monde.